# Bangor Erris
Bangor Erris (en irlandès Beannchar) és una petita vila a la parròquia de Kiltane dins la baronia de Iorras, al Comtat de Mayo. Es troba a la vora del riu Owenmore i és la porta d'entrada a la península de Iorras que lliga Belmullet amb Ballina i Westport, situada als peus del "Bangor Trail" un pas de muntanya de 22 milles a través de la Serralada Nephin Beg (Néifinn Bheag) a Newport. A només 2 km de distància es troba el Llac Carrowmore (Loch na Ceathrú Moire). Bangor és centre de pesca del salmó europeu i truita comuna. Bangor Erris es troba a la parròquia de Kiltane. A causa de l'oest de Bangor són les ciutats de Belmullet, Gweesalia, Mulranny, Westport i Doolough.

## Història

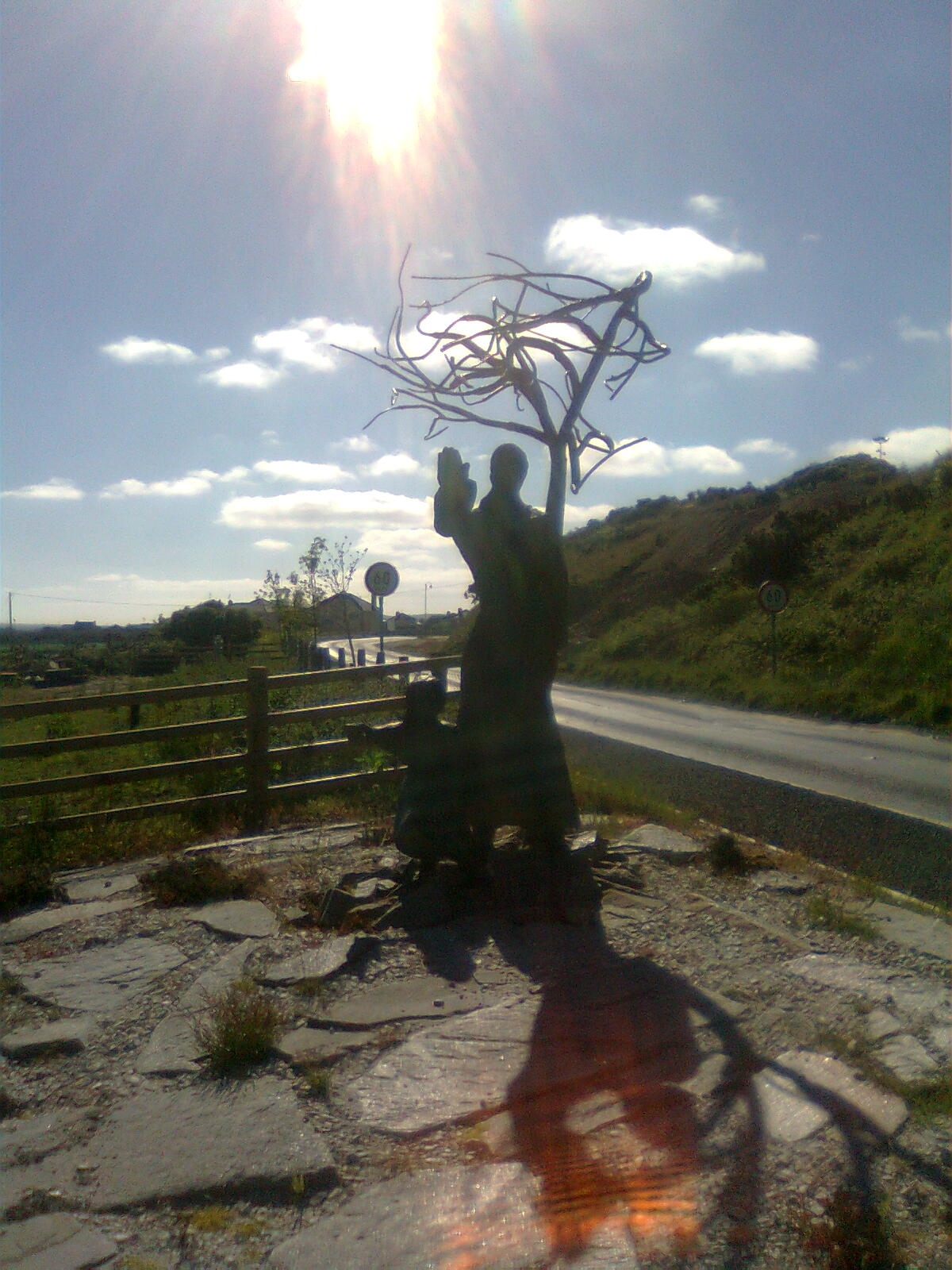
Escultura a Bangor Erris

Una llegenda del Cicle d'Ulster va tenir lloc no lluny de Bangor Erris a la fortalesa en Rathmorgan vora el Llac Carrowmore. Conegut com a Tain Bó Flidhais conta la història d'un robatori de bestiar al voltant del segle I dC.
El nom original de Bangor era Doire Choinadaigh (Fusta de Kennedy), un nom que es troba en els mapes de 1724-1829. El lloc també va ser anomenat Coineadach per John O'Donovan al Ordnance Survey Name Books de 1838. En 1802, quan James McPartlan (Statistical Survey p. 159) supervisà la zona, va anomenar al poble Cahal i va assenyalar que hi havia fires periòdiques. Localment el poble era conegut com a "Aonach Cathail" perquè un comprador ric d'aquest nom era un habitual en els dies de fira. El nom "Bangor" va ser donat al poble pel Major Denis Bingham que va establir-se a la vila de Bangor Erris.
La raó per la qual Bangor va ser triat com a lloc per a la vila de Bingham va ser perquè es troba a la cruïlla de dos camins antics que estaven en ús des de mitjans del segle xvii. Un camí dirigit de Carn (península de Mullet) a Castlebar i l'altra va passar d'Inver (Kilcommon) a Newport. Tots dos camins van ser reparats per ordre del Penal del Comtat a 1793. L'encreuament va ser ben protegits dels pitjors dels vents dominants i la seva situació a la vora del riu Owenmore també va fer un lloc adequat.

## Transport
La ruta 446 del Bus Éireann enllaça Bangor Erris amb Bellacorick, Crossmolina i Ballina. En la direcció contrària enllaça a Belmullet i la península de Mullet. Hi ha un servei diari en cada direcció, inclosos diumenges. Els divendres a la nit hi ha un servei extra des de Ballina. Hi ha connexió amb ferrocarril i altres línies de bus a Ballina.